# Viện Nghiên cứu Động vật Thực nghiệm
Viện Nghiên cứu Động vật Thực nghiệm, viết tắt theo tiếng Anh là CIEA (Central Institute for Experimental Animals), (実験動物中央研究所) là một trung tâm nghiên cứu về các động vật thực nghiệm ở Nhật Bản.
CIEA do Tatsuji Nomura thành lập năm 1952 , với mục đích cải thiện phương tiện nghiên cứu y - sinh học.
CIEA có trung tâm điều phối "ICLAS Monitoring Center" thực hiện phối hợp hoạt động với ICLAS (International Council for Laboratory Animal Science), trong đó ICLAS là thành viên liên kết khoa học của Hội đồng Khoa học Quốc tế (ISC).

## Hoạt động
CIEA đóng góp vào chăm sóc sức khỏe và phúc lợi của nhân loại thông qua việc cung cấp các động vật thí nghiệm chất lượng với một mức độ tái sản xuất cao, cùng với việc thành lập hệ thống phương pháp kiểm tra tinh vi.
Mùa hè năm 2011, CIEA mở cơ sở mới ở các khu vực ven biển của thành phố Kawasaki. Cơ sở tiếp giáp với sân bay quốc tế Haneda mới được dự đoán sẽ trở thành cầu nối hàng không của Nhật Bản trong những năm tới.
Để đóng góp hơn nữa cho những người tìm kiếm phương pháp điều trị mới và các loại thuốc, các cơ sở mới sẽ cộng tác với nhiều người trong các lĩnh vực dược phẩm, y tế các ngành công nghiệp liên quan đến thực phẩm và các doanh nghiệp liên doanh.
CIEA theo đuổi để tạo ra các kỹ năng nền tảng công nghiệp sáng tạo khác nhau, góp phần củng cố sức mạnh cạnh tranh của Nhật Bản, mà cuối cùng phục vụ cho sự tiến bộ của tất cả mọi người sống trên quả địa cầu này.